# Amauridia paganacalis
Amauridia paganacalis là một loài bướm đêm trong họ Noctuidae.